# Florin Vlaicu
Florin Adrian Vlaicu (Bucarest, 26 luglio 1986) è un ex rugbista a 15 rumeno, al 2025 miglior marcatore della nazionale del suo Paese con 1030 punti in 129 incontri.
Fa parte del ristretto gruppo di giocatori internazionali con almeno 1000 punti marcati all'attivo.

## Biografia
Cresciuto nello Steaua, con cui si aggiudicò il campionato rumeno nel 2006, ha rappresentato la città di Bucarest nella franchise dei Lupi che partecipa alla Challenge Cup.
Nel 2013 al Farul Costanza  e, l'anno successivo, nella giovane Olimpia Bucarest (fondata nel 2007), da dicembre 2015 milita in Italia nel Calvisano.
Debuttante in Nazionale rumena a Kiev contro l'Ucraina nell'ultima partita del campionato europeo 2004-06 valido come qualificazione alla Coppa del Mondo di rugby 2007, prese parte l'anno successivo alla manifestazione iridata in Francia; presente anche nel 2011 in Nuova Zelanda, ricevette per la Coppa del Mondo di rugby 2015 la convocazione al suo terzo mondiale consecutivo; prima dell'inizio della competizione vantava 617 punti che già lo rendevano il miglior marcatore della Romania; a maggio 2019 fa parte del gruppo di giocatori con almeno 100 presenze internazionali e, con 992, è il primo tra i giocatori ancora in attività per numero di punti segnati in test match.

## Palmarès
- Campionati rumeni: 1
Steaua: 2005-06
- Coppa di Romania di rugby a 15: 3
Steaua: 2005-06, 2006-07, 2008-09